# Wesleyville (Pennsylvanie)
Wesleyville est un borough situé au nord du comté d'Érié, en Pennsylvanie, aux États-Unis,. En 2010, il comptait une population de 3 341 habitants. Il est incorporé le 31 mai 1912.

## Démographie
Lors du recensement de 2010, le borough comptait une population de 3 341 habitants. Elle est estimée, en 2019, à 3 218 habitants.

### Source de la traduction
- (en) Cet article est partiellement ou en totalité issu de l’article de Wikipédia en anglais intitulé « Wesleyville, Pennsylvania » (voir la liste des auteurs).